# Podzemní továrna Richard

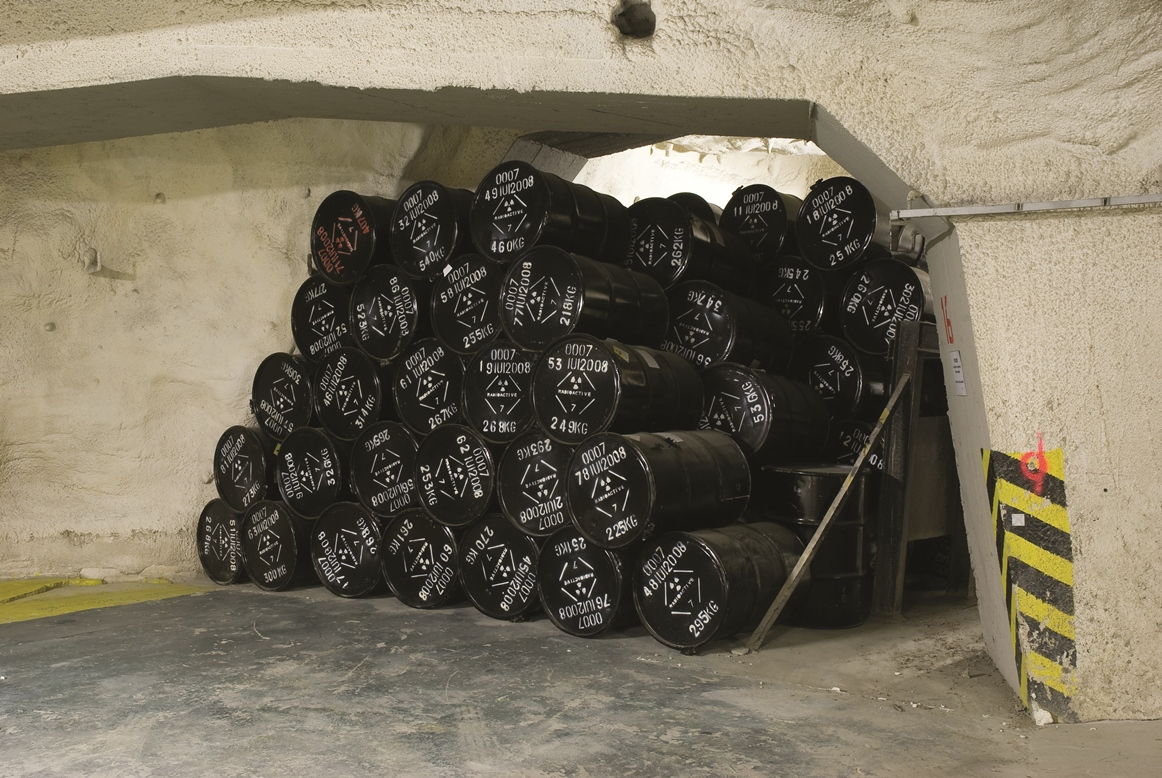
Podzemní prostory dolu Richard II slouží jako úložiště jaderného odpadu

Podzemní továrna Richard (přesné nacistické označení je B5-Richard) je soustava tří bývalých hlubinných vápencových dolů (označovaných jako Richard I, Richard II a Richard III) u Litoměřic, nacházející se pod vrchy Radobýl a Bídnice v Českém středohoří, kterou nacisté za druhé světové války přestavěli na utajenou podzemní továrnu určenou pro zbrojní výrobu. Jedná se o prostorově rozsáhlý komplex podzemních prostor v celkové délce (která je ale odhadována pouze velmi přibližně) 25 až 30 kilometrů. Jedná se o největší podzemní továrnu z dob druhé světové války na českém území.

## Historie
S výstavbou továrny začali nacisté již na jaře roku 1944 a plánované ukončení její stavby bylo stanoveno na srpen 1945. Do práce bylo nasazeno 1200 civilních zaměstnanců včetně lidí tzv. totálně nasazených. Dále zde pracovalo několik tisíc vězňů (asi 4000 denně), a to jak z blízkého koncentračního tábora v Terezíně (asi 4 km jihovýchodně odtud), tak i vězňové z menšího litoměřického koncentračního tábora, pobočky Koncentračního tábora Flossenbürg.
V Terezíně bylo v červnu/červenci 1944 založeno speciální komando Richard, ubytované v celách III. dvora, od listopadu 1944 bylo pak přemístěno na IV. dvůr (především cela č. 45). Nejdříve chodili vězňové do práce pěšky, později je vozily autobusy, v roce 1945 chodili opět pěšky. Na staveništi továrny se komando rozdělilo na dvě části, jedna pracovala na povrchu (vysypávání vozíků na skládce, stavba vlečky), druhá skupina nakládala vozíky v podzemí. Činnost v podzemí byla řízena civilními zaměstnanci, strážní SS zůstávali na povrchu. Do komanda byli zařazeni většinou židovští vězni. Dle dochovaných informací (leden 1945) pracovalo v prvním komandu 240 vězňů, ve druhém pak 40 vězňů. V únoru mělo komando celkem 600 osob, pracovalo i v noční směně. V březnu 1945 bylo založeno třetí komando se 60 vězni. Členové komanda Richard dostávali v polední přestávce polévku připravovanou na místě ze surovin z Malé pevnosti (byla ještě horší než strava v Malé pevnosti – obsahovala povařené neloupané brambory a neopraný vzrostlý salát včetně rozvařených housenek a slimáků). V továrně pak na konci března 1945 pracovalo celkem 1050 vězňů, v polovině dubna 1100 vězňů. Poslední pracovní den komanda Richard z terezínské Malé pevnosti byl pátek 20. dubna 1945.
O tom, že se jednalo o velmi rozsáhlou a pro Třetí říši důležitou stavbu, svědčí i to, že stavba měla vlastní průmyslový vodovod natažený až z řeky Labe, vlastní plynovou přípojku, dále dvě úzkokolejné dráhy, železniční překladiště na normální rozchod a řadu dalších pomocných provozů a technických zařízení v podzemí i na povrchu. Do práce byla zapojena řada stavebních a důlních strojů a mnoho jiných specializovaných mechanismů. Řízením stavby a celkovým dozorem nad všemi pracovníky byla pověřena ozbrojená nacistická organizace SS. Poslední stavební práce probíhaly ještě dne 4. května 1945.
Již na podzim 1944 začaly podzemní výrobní haly sloužit svému účelu, začaly se zde vyrábět součásti spalovacích motorů pro tanky a stíhače tanků. Koncem války sem byla přesunuta i část výroby elektronek, v komplexu Richard II měla být zahájena výroba materiálu pro další elektrotechnickou výrobu. Nacisté dále plánovali do komplexu Richard III přesunout část výroby paliva pro nejmodernější proudové stíhačky Messerschmitt Me 262. O výrobě paliva pro rakety se dlouho spekulovalo a tato teorie nebyla nikdy plně potvrzena, nicméně elektronky měly téměř jistě sloužit především pro hromadnou výrobu naváděcích a radiolokačních systémů, které se užívají především v letectví.
Dne 5. května 1945 byli vězňové místního koncentračního tábora propuštěni na svobodu (byl to prý[zdroj?] jediný koncentrační tábor, který nebyl osvobozen, ale byl údajně dobrovolně rozpuštěn samotnými nacisty), nicméně i zde vládl velký chaos, zmatek i nervozita způsobená blížícím se koncem války. Dne 7. května 1945 se nacisté pokusili na poslední chvíli celý komplex Richard vyhodit do povětří, a to pomocí prý[zdroj?] až 4 kilometry dlouhého elektrického vedení, které snad sahalo až někam k Terezínské křižovatce. Dodnes nebylo zcela věrohodně vysvětleno, proč výbuch vůbec nenastal. Elektrické vedení snad na poslední chvíli přesekl jeden z polských dělníků. Litoměřice včetně stavby a továrny Richard byly osvobozeny Rudou armádou dne 7. května 1945. O poválečném hledání továrny Richard byla napsána dokonce celá kniha, jejíž autorkou byla tehdejší zpravodajská důstojnice Rudé armády Marie Alexandrovna Fortusová. Její líčení hledání továrny Richard není mnohými badateli považováno za zcela věrohodné.[zdroj?] Snad nejpozoruhodnější stať v knize tvoří popis vnitřku podzemní továrny.

## Po válce
Po válce o podzemní prostory projevilo zájem několik místních podniků a institucí, z nichž nejvýznamnější byl Památník Terezín, nicméně k sanaci prostorů a jejich dalšímu využití už nikdy nedošlo. V současné době je v Richardu II a v několika málo chodbách Richardu I umístěno úložiště nízko a středněaktivních odpadů (kupř. zdravotnický materiál), převážná většina ostatních štol v části Richard I a III nezvratně chátrá a postupně se hroutí. Z tohoto důvodu není objekt od roku 2002 pro veřejnost nijak přístupný.
Od roku 2009 litoměřická radnice vede kroky k tomu, aby mohla být podzemní továrna zpřístupněna, avšak projekt brzdí nedostatek financí. Bezpečné zpřístupnění by nejen bylo velmi nákladné, ale vedlo by i ke zničení charakteru podzemního prostoru.